# Arbeitsgericht Koblenz

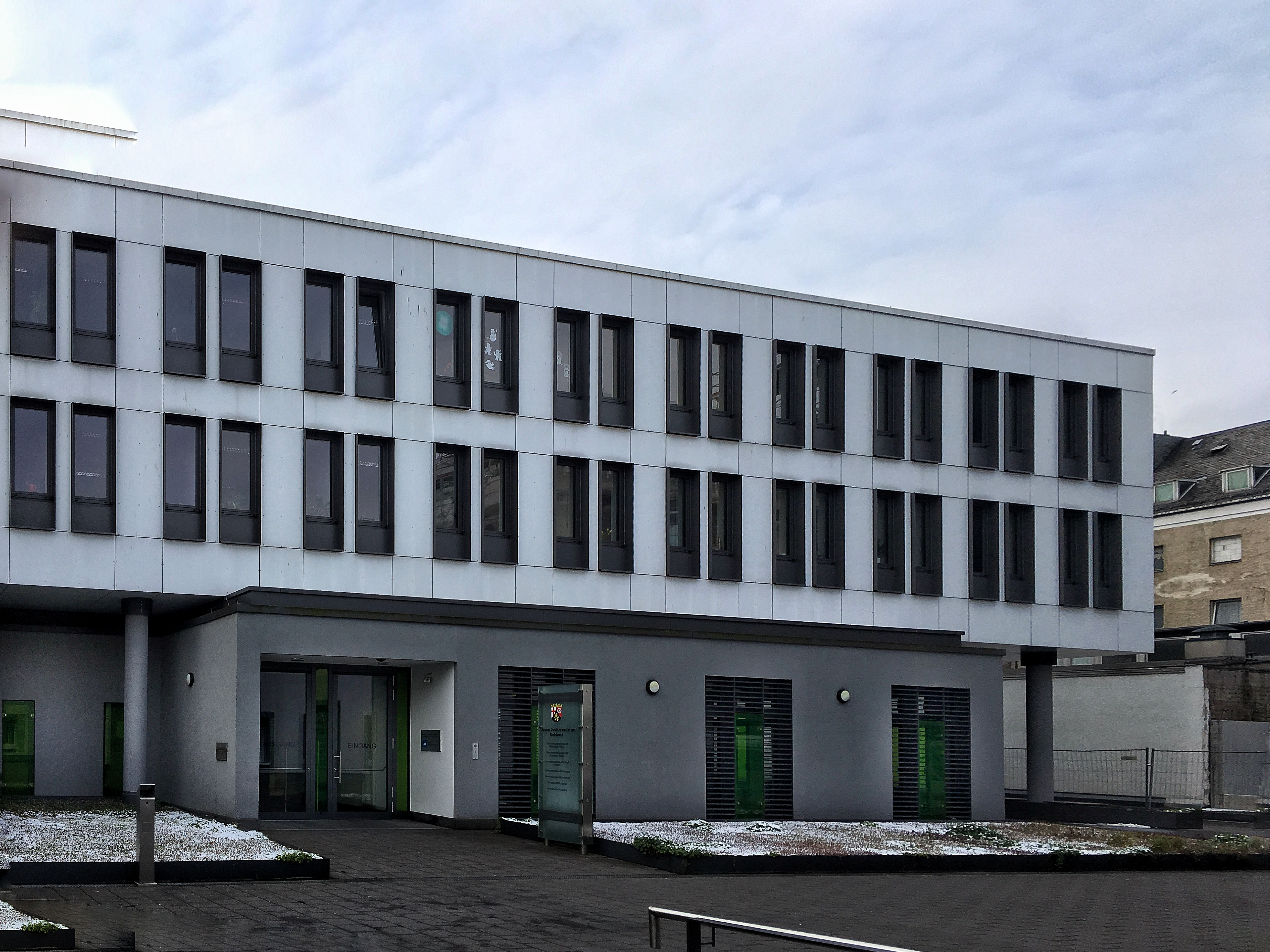
Neues Justizzentrum Koblenz

Das Arbeitsgericht Koblenz, ein Gericht der Arbeitsgerichtsbarkeit, ist eines der fünf rheinland-pfälzischen Arbeitsgerichte.

## Gerichtssitz und -bezirk
Das Gericht hat seinen Sitz in Koblenz in der Deinhardpassage 1. In Neuwied, bis 1967 Sitz des Arbeitsgerichts Neuwied, unterhielt es „Auswärtige Kammern“ mit den Gerichtstagen Betzdorf, Hachenburg und Sinzig. Die Auswärtigen Kammern wurden mit der Inbetriebnahme des Neuen Justizzentrums im Dezember 2010 an das Stammgericht in Koblenz verlagert. Gerichtstage werden unverändert abgehalten in Betzdorf und Hachenburg.
Das Arbeitsgericht Koblenz ist örtlich für Rechtsstreitigkeiten aus der Stadt Koblenz, dem Landkreis Cochem-Zell, dem Landkreis Mayen-Koblenz, dem Rhein-Lahn-Kreis, dem Rhein-Hunsrück-Kreis (mit Ausnahme der Verbandsgemeinden Kastellaun, Kirchberg, Rheinböllen und Simmern), dem Landkreis Neuwied, dem Westerwaldkreis, dem Landkreis Ahrweiler und dem Landkreis Altenkirchen zuständig. Die sachliche Zuständigkeit ergibt sich aus dem Arbeitsgerichtsgesetz.

## Gerichtsgebäude
Das Arbeitsgericht Koblenz befindet sich im neuen Justizzentrum in der Deinhardpassage 1.

## Übergeordnete Gerichte
Dem Arbeitsgericht Koblenz sind das Landesarbeitsgericht Rheinland-Pfalz in Mainz und im weiteren Rechtszug das Bundesarbeitsgericht in Erfurt übergeordnet.

## Geschichte
Gemäß Arbeitsgerichtsgesetz vom 23. Dezember 1926 wurden in Deutschland Arbeitsgerichte gebildet. Diese waren nur in der ersten Instanz organisatorisch selbstständige Gerichte, die Landesarbeitsgerichte waren den Landgerichten zugeordnet. Am Landgericht Koblenz entstand so 1927 das Landesarbeitsgericht Koblenz als eines von drei Landesarbeitsgerichten im Bezirk des Oberlandesgerichtes Köln. In Koblenz entstand das Arbeitsgericht Koblenz. Sein Sprengel umfasste die Bezirke der Amtsgerichte Boppard, Castellaun, Cochem, Ehrenbreitstein, St. Goar und Koblenz außer den Landgemeinden Kärlich, Kettig, Mühlheim, Urmitz und Weißenthurm. Es bestand jeweils eine Kammer für Arbeiter, für Angestellte und für Handwerk.
Nach der Besetzung Deutschlands durch die Alliierten wurden 1945 zunächst alle Gerichte geschlossen. Die ordentlichen Gerichte wurden schon bald wieder eröffnet, während die Arbeitsgerichte zunächst nicht wieder eingerichtet wurden, so dass arbeitsgerichtliche Streitigkeiten von den ordentlichen Gerichten erledigt werden mussten. Gemäß Kontrollratsgesetz 21 vom 30. März 1946 sollten in Deutschland Arbeitsgerichte aufgebaut werden. Mit Präsidialerlass vom 25. Juli 1946 sollten 10 Arbeitsgericht in Rheinland-Pfalz eingerichtet werden, darunter das in Koblenz. Dies wurde jedoch nicht umgesetzt, da die Voraussetzung fehlten. Unter anderem bestanden noch keine Arbeitgeberverbände. Mit dem Gesetz zur Errichtung von Arbeitsgerichten und das Verfahren in Arbeitsgerichtsstreitigkeiten vom 6. November 1847 sowie der Landesverfügung über die Errichtung der Arbeitsgerichte und die örtliche Abgrenzug der Arbeitsgerichtsbezirke vom 15. März 1948 wurde eine neue Rechtsgrundlage geschaffen. Das Arbeitsgericht Koblenz entstand so neu und war für folgenden Gerichtsbezirk zuständig: Die Kreise Koblenz-Stadt und Landkreis Koblenz (ohne die Orte Kärlich, Kettig, Mühlheim, Urmitz und Weißenthurm), Landkreis Zell, Landkreis Cochem, Landkreis St. Goar, Landkreis St. Goarshausen und Unterlahnkreis. Am 21. September 1948 nahm das Gericht seine Arbeit auf. Seinen Sitz hatte es zunächst in der Langemarck-Kaserne.
Durch das Erste Landesgesetz zur Verwaltungsvereinfachung vom 28. Juli 1966 wurde das Arbeitsgericht Neuwied aufgehoben und sein Sprengel dem Arbeitsgericht Koblenz zugeschlagen. In Neuwied bestehen seitdem die auswärtigen Kammern des Arbeitsgerichtes Koblenz.